# متنفسات (فقاريات)

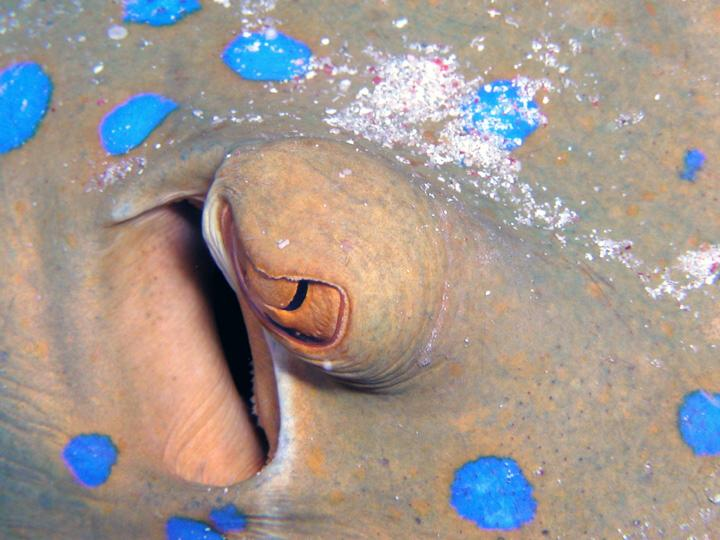
فتحة تنفسية للما.

المتنفسات أو الفتحات التنفسية (بالإنجليزية: Spiracle)‏، في الفقاريات هي فتحات متخصصة في الهيكل الخارجي في بعض أنواع الحيوانات والتي تؤدي في النهاية إلى الجهاز التنفسي، هذه الفتحات تُغلق وتفتح في بعض الحشرات عن  طريق الصمامات. وفي غالب الأسماك توجد المتنفسات وراء العين مباشرةً بشكل ثقوب صغيرة.